# Adela de Francia
Adela de Francia o (Alix de Francia) (4 de octubre de 1160-1221), hija del rey Luis VII de Francia, y de su segunda esposa, Constanza de León.
En 1169 la prometen a Ricardo Corazón de León, hijo de Enrique II Plantagenêt. Este la hizo ir a Inglaterra para hacerse cargo de las tierras que constituían su dote (condado de Aumale, condado de Eu) pero desde que Adela fue joven, el rey Enrique II abusó de ella y la hizo su amante, retrasando el matrimonio.
Por la paz de Ivry, el 21 de septiembre de 1174, Enrique renueva a Luis VII la promesa de matrimonio entre Adela y su hijo Ricardo. El condado de Berry sería su dote. En 1177, el Papa Alejandro II intervino para ordenarle, bajo pena de excomunión, a contraer el matrimonio convenido. Enrique renueva su promesa en diciembre de 1183 y en Cuaresma de 1186, mas se niega a cumplir sus promesas. Entre tanto Adela habría tenido una hija del rey Enrique II, fallecida poco después de nacer.
Tras la muerte del rey Enrique Plantagenêt, el 6 de julio de 1189, su hijo y sucesor Ricardo Corazón de León, lleva a Adela a Ruan en febrero de 1190, pero en 1191, advirtió al rey de Francia Felipe Augusto que no se casaría con su hermana a causa de su deshonor.
Después de haber intentado casarla con Juan sin Tierra, hermano de Ricardo Corazón de León, el rey Felipe Augusto, la casa el 20 de agosto de 1195 con Guillermo II Talvas (1178-1221) conde de Ponthieu. Ella aporta como dote el condado de Eu y el condado de Arques, y un préstamo de 5.000 marcos
Tuvieron tres hijos:
- Jean II de Poitiers, muerto joven

- María de Ponthieu, (? 1250 o 1251) casada con Simon de Dammartin, conde de Aumale y de Dammartin (?-1239) y heredera del condado de Ponthieu, en segundas nupcias se casa con Mathieu de Montmorency (?-1250)

- Isabel de Ponthieu, abadesa de España.